# NGC 6036
NGC 6036 este o liner situată în constelația Șarpele. A fost descoperită în 23 iulie 1864 de către Albert Marth. Se află la o distanță de 80 de megaparseci de Pământ.